# بهناي
بهناي إحدى قرى مركز الباجور التابع لمحافظة المنوفية بجمهورية مصر العربية.

## التاريخ
قرية بهناي من القرى القديمة، حيث وردت باسم «بهنيا الغنم» في أعمال المنوفية ضمن قرى الروك الصلاحي التي أحصاها ابن مماتي في كتاب قوانين الدواوين، كما وردت باسم «بهناية الغنم» في أعمال المنوفية ضمن قرى الروك الناصري التي أحصاها ابن الجيعان في كتاب «التحفة السنية بأسماء البلاد المصرية». وفي العصر العثماني وردت باسم «بهناية الغنم» في التربيع العثماني الذي أجراه الوالي العثماني سليمان باشا الخادم في عصر السلطان العثماني سليمان القانوني ضمن قرى ولاية المنوفية، وفي تاريخ 1228هـ/1813م الذي عدّ قرى مصر بعد المسح الذي قام به محمد علي باشا باسم «بهناي الغنم» ضمن قرى مديرية المنوفية. ويُذكر أن قرية بهناي في سنة 1315هـ/1897م، حذفت كلمة الغنم من الاسم رسميًا.

## السكان
بلغ عدد سكان بهناي وملحقاتها 9,947 نسمة، حسب الإحصاء الرسمي لعام 2006.